# 香港橋樑
香港橋樑列出了位於香港的各式主要橋樑。

## 橋樑之最
| 紀錄                     | 保持者                                       | 有關數據                    | 備註                                                                                                |
| ------------------------ | -------------------------------------------- | --------------------------- | --------------------------------------------------------------------------------------------------- |
| 最長的鐵路橋樑           | 港鐵屯馬綫（錦上路站至屯門站）               | 全長13.4公里                | 並為最長的高架橋及最長的鐵路橋                                                                      |
| 最長的行車橋樑           | 深圳灣公路大橋                               | 全長4.77公里                | 並為最長的跨境及跨海橋樑，港珠澳大橋(12公里的香港連接路段)                                          |
| 最長行車高架橋           | 西九龍公路及青葵公路（大角咀至長青橋一段）   | 全長6.3公里                 | 其次分別為青沙公路及觀塘繞道                                                                        |
| 最長的行車及鐵路兩用吊橋 | 青馬大橋                                     | 全長2.16公里，主跨長1.4公里 | 並為最長跨度橋樑 曾為全球最長的行車及鐵路懸索吊橋，此紀錄於2016年被土耳其亚武兹苏丹塞利姆大桥打破。 |
| 最短跨度                 | 大潭水塘道                                   |                             | 跨度只達1.2米                                                                                       |
| 最長的行車及鐵路斜拉橋   | 汲水門大橋                                   | 全長0.82公里，主跨長430米   | 曾為世界紀錄，此紀錄於2000年被橫跨丹麥與瑞典，主跨長490米的厄勒海峽大橋打破。                       |
| 最長的三塔式斜拉橋       | 汀九橋                                       | 全長1.86公里                | |
| 最長的斜拉式橋樑         | 昂船洲大橋                                   | 全長1.018公里               | 並曾為全球跨度最長的斜拉橋                                                                          |
| 最長的行人天橋           | 中區行人天橋系統及中環至半山自動扶手電梯系統 | 全長0.8公里                 | |
| 首個行人天橋             | 寶雲道行人天橋                               |                             | 沿山坡興建，於1963年落成                                                                            |
| 首個分層行人天橋         | 橫跨禮頓道近維多利亞公園的行人天橋           |                             | 於1963年落成                                                                                        |
| 最短行人橋               | 黃泥涌峽道行人橋                             |                             | 位於黃泥涌峽道10號對出，行車天橋之下，路政署結構編號為HF71                                          |
| 首條立交行車橋           | 夏愨道天橋                                   |                             | 目前的為已重建的天橋                                                                                |

參考來源：

## 依用途分類

### 行人橋／古橋
- 便母橋，位於元朗錦田水頭村，建於清代康熙四十三年（1710年）。
- 廣福橋，位於大埔林村河之上，連接大埔南部的廣福道與北部的汀角路，建於清代光緒十八年（1892年），於光緒廿二年（1896年）落成，現時之橋樑乃於1980年代拆卸重建，設有單車徑。
- 龍津石橋

### 行人天橋
香港行人天橋的最長的行人天橋位於中西區的中區行人天橋系統及中環至半山自動扶手電梯系統，全長0.8公里，而首個行人天橋則為沿山坡興建的寶雲道行人天橋，於1963年落成。按2023年3月的行人天橋數據，香港島有219座，九龍有240座，新界則有592座，合共1051座。
- 中區行人天橋系統
- 中環至半山自動扶手電梯系統
- 元朗行人天橋系統
- 旺角新行人天橋網絡
- 山市街行人連接系統
- 正街自動扶梯連接系統
- 大圍車公廟路行人天橋網絡 (八爪魚天橋)
- 瀝源橋
- 孖橋
- 灣仔天橋畫廊
- 灣仔北行人平台
- 荃灣行人天橋網絡
- 天后橋

### 行車天橋
香港行車天橋廣泛分佈，香港島有184座，九龍有226座，新界則有1047座，合共1457座。
- 堅拿道天橋
- 寮肚橋
- 西九龍走廊
- 東九龍走廊
- 東區走廊
- 港深西部公路
- 荔枝角大橋
- 蔡意橋
- 銅鑼灣行車天橋，位於東區及灣仔區交界
- 錦龍橋
- 青衣北岸公路
- 青沙公路
- 黃泥涌峽天橋

#### 海上高架道路
- 北大嶼山公路
- 東區走廊
- 紅磡繞道
- 觀塘繞道
- 青山公路

#### 跨海大橋
- 將軍澳跨灣連接路
- 昂船洲大橋
- 汀九橋
- 汲水門大橋
- 深圳灣公路大橋
- 長青橋
- 青荃橋
- 青馬大橋
- 青山公路-新大欖段
- 青龍大橋
- 香港仔海峽大橋
- 藍巴勒海峽橋
- 鴨脷洲大橋
- 港珠澳大橋

### 行人行車兩用橋
- 青衣南橋(青衣大橋、葵青橋)
- 獅子橋
- 沙燕橋
- 翠榕橋
- 紅磡繞道
- 鴨脷洲大橋
- 青山公路（部份路段）
- 紅毛橋
- 啟德橋

### 鐵路橋
- 羅湖橋
- 青荔橋
- 香港仔海峽大橋

### 鐵路行車兩用橋
- 青馬大橋
- 汲水門大橋

## 依地區分類

### 中西區
- 中區行人天橋系統
- 中環至半山自動扶手電梯系統
- 正街自動扶梯連接系統
- 山市街行人連接系統
- 夏愨道天橋

### 灣仔區
- 灣仔天橋畫廊
- 灣仔北行人平台
- 黃泥涌峽天橋
- 堅拿道天橋
- 銅鑼灣行車天橋
- 東區走廊
- 寶雲道行人天橋

### 東區
- 銅鑼灣行車天橋
- 東區走廊
- 大潭水塘道

### 南區
- 香港仔海峽大橋
- 鴨脷洲大橋
- 大潭水塘道

### 油尖旺區
- 紅磡繞道
- 加士居道天橋
- 旺角新行人天橋網絡

### 深水埗區
- 荔枝角大橋
- 西九龍走廊
- 青沙公路

### 九龍城區
- 紅磡繞道
- 佛光街天橋
- 東九龍走廊
- 龍津石橋

### 黃大仙區
- 觀塘繞道

### 觀塘區
- 觀塘繞道
- 新清水灣道高架天橋

### 荃灣區
- 汀九橋
- 青荃橋
- 荃灣路
- 荃灣行人天橋網絡
- 大河道北
- 青馬大橋
- 汲水門大橋

### 屯門區
- 港深西部公路
- 青山公路-新大欖段
- 蔡意橋
- 天后橋

### 元朗區
- 深圳灣公路大橋
- 港深西部公路
- 元朗行人天橋系統
- 紅毛橋
- 便母橋

### 北區
- 羅湖橋

### 大埔區
- 廣福橋
- 寶鄉橋

### 西貢區
- 將軍澳跨灣連接路

### 沙田區
- 沙燕橋
- 沙瀝公路
- 獅子橋
- 翠榕橋
- 錦龍橋
- 城門隧道公路
- 青沙公路
- 瀝源橋
- 大圍車公廟路行人天橋網絡 (八爪魚天橋)
- 孖橋

### 葵青區
- 汀九橋
- 青荃橋
- 長青橋
- 青衣北岸公路
- 青葵公路
- 荔枝角大橋
- 寮肚橋
- 青馬大橋
- 青衣南橋
- 青荔橋
- 昂船洲大橋

### 離島區
- 北大嶼山公路
- 港珠澳大橋
- 青龍大橋

### 未分類
- 青山公路（部份路段）
- 港珠澳大橋(12公里的香港連接路段)

## 已拆卸橋
- 啟德K9橋

## 已廢棄橋
- 長水潭十九號鐵路橋（樟大路、博研路及優景里迴旋處的附近），當時的樟樹灘走線。

## 興建中之橋樑

### 已擱置
- 青龍大橋
- 第三條連接荃灣與青衣的大橋[5]
- 連接深井與馬灣的大橋[5]